# Miljacka
La Miljacka è un fiume che scorre in Bosnia ed Erzegovina da est ad ovest bagnando la città di Sarajevo.
La sorgente sgorga nella città di Pale, che si trova a 14 chilometri ad est della capitale (nella Repubblica Serba). La Miljacka è famosa per il particolare odore salmastro e per il colore bronzeo delle sue acque.
A Sarajevo è attraversata da molti ponti (oggi se ne contano 22) che congiungono le rive della città, alcuni molto particolari, come quello disegnato da Gustave Eiffel, costruttore della Torre Eiffel, ed altri tristemente famosi. Ad esempio il Ponte Latino, che fu teatro dell'assassinio dell'erede al trono dell'Impero Austro Ungarico Francesco Ferdinando per mano del giovane nazionalista serbo Gavrilo Princip il 28 giugno 1914 o il ponte di Vrbanja, dove morirono alcune delle prime vittime, nel 1992, del conflitto armato degli anni '90.

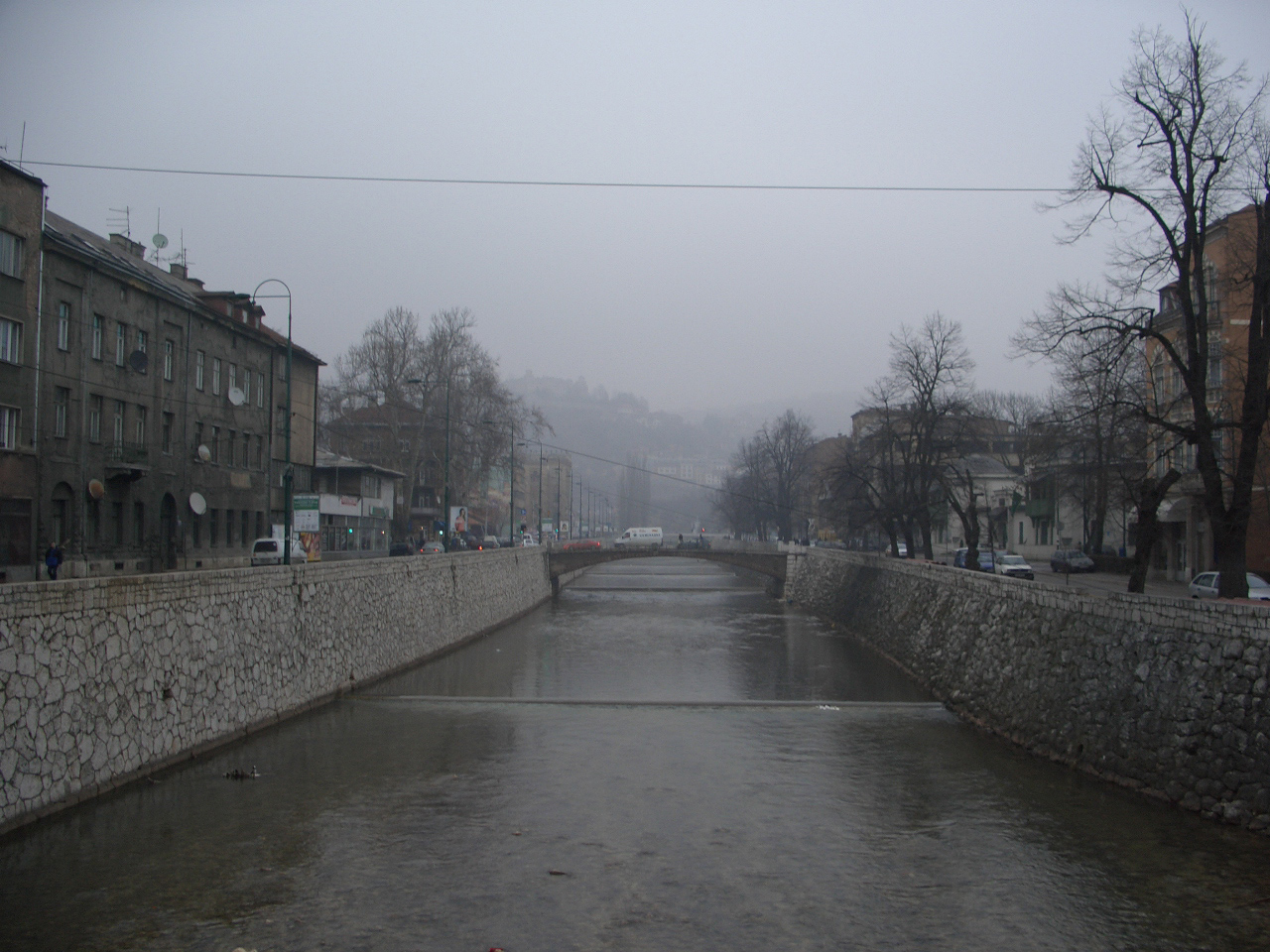
Uno scorcio della Miljacka.